# Jonathan Taylor Thomas
Pour les articles homonymes, voir Thomas.
Jonathan Taylor Thomas est un acteur et réalisateur américain né le 8 septembre 1981 à Bethlehem, en Pennsylvanie aux États-Unis.

## Biographie
Thomas est le fils de Stephen Weiss et de Claudine Gonsalves, qui ont des origines allemande et portugaise. Son oncle, Jeff Weiss (1940-2022), était auteur et metteur en scène de théâtre. Thomas a un frère aîné de quatre ans, Joel Thomas Weiss, dont il empruntera le deuxième prénom. Après le déménagement de sa famille à Sacramento, en Californie, Thomas commence à faire du mannequinat à l'âge de sept ans et figure dans des publicités pour, entre autres, Kelloggs et Burger King. Après le divorce de ses parents, il continue à vivre avec sa mère, qui deviendra ensuite son manager, et déménage avec sa famille à Los Angeles.
Thomas obtient l'équivalent du baccalauréat à l'école privée Chaminade College Preparatory High School de Los Angeles en 2000. Ensuite, il suspend sa carrière d'acteur pour se consacrer à ses études d'histoire et de philosophie. Après un cursus à l'université de Harvard et un séjour à l'université de St. Andrews, il obtient son diplôme de licence à l'université de Columbia.
Thomas est végétarien depuis son enfance. Ses rôles de prostitué bisexuel dans Speedway Junkie et d'élève homosexuel dans Common Ground ont donné lieu à des spéculations sur l'orientation sexuelle de Thomas,.

## Carrière
Thomas a commencé sa carrière à la télévision en 1990, en jouant le rôle de Kevin Brady, le fils de Greg Brady, dans The Bradys, un spin-off éphémère de la populaire série télévisée des années 1970 The Brady Bunch. En 1991, Thomas apparaît dans un épisode de la série à sketches In Living Color, où il joue le rôle de Macauley Culkin dans une parodie de Maman, j'ai raté l'avion ! (Home Alone). La même année, il décroche le rôle de Randy Taylor dans la sitcom Papa Bricole (Home Improvement) sur ABC, aux côtés de l'humoriste Tim Allen, Patricia Richardson, Richard Karn, Earl Hindman ainsi que de Zachery Ty Bryan et Taran Noah Smith, qui jouent les rôles de ses frères. Thomas contribuera à sept saisons de Home Improvement, et quittera la série en 1998 pour se concentrer sur ses études. Il ne jouera que sporadiquement dans la huitième et dernière saison de la série.

Outre sa carrière à la télévision, Thomas a également joué dans plusieurs films. En tant qu'acteur vocal, il incarne l'un des personnages principaux dans le film d'animation de Disney Le Roi Lion (The Lion King), celui du lionceau Simba. Plus tard dans sa carrière, il doublera également la voix de Shoukichi dans le film d'animation du Studio Ghibli, Pompoko (平成狸合戦ぽんぽこ), qui sortira en version anglaise en 2005.

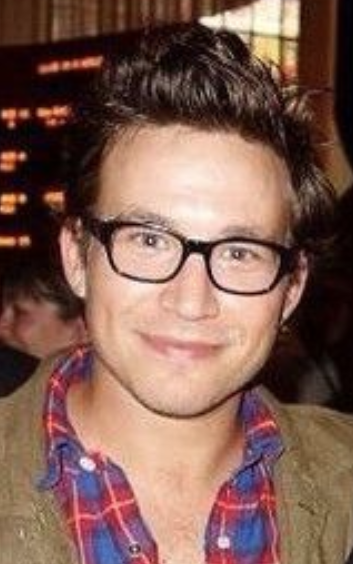
Jonathan Taylor Thomas, 2013, Arclight Theater, Los Angeles

Le maître des lieux (Man of the House), Tom et Huck, Les aventures de Pinocchio et Sacré père Noël (I'll Be Home for Christmas) comptent parmi les autres films du studio Disney où Thomas joue le rôle principal. Il est également apparu dans les films Wild America, Speedway Junky, Walking Across Egypt et Common Ground.
Depuis qu'il a quitté Home Improvement, Thomas a joué en tant qu'invité dans des séries telles que Touche pas à mes filles (8 Simple Rules for Dating My Teenage Daughter), Smallville, Ally McBeal et Veronica Mars.
En 2013 et 2015, Thomas a joué plusieurs rôles d'invité dans la sitcom C'est moi le chef! (Last Man Standing), aux côtés de ses parents télévisuels Tim Allen et Patricia Richardson. Il a également été réalisateur de trois épisodes de cette série.
Depuis 2017, Thomas est membre du conseil d'administration du syndicat SAG-AFTRA.

## Filmographie

### Comme acteur
- 1987 : The Adventures of Spot (série télévisée) : Spot (US revoiced version)
- 1990 : ABC TGIF (série télévisée) : Randy
- 1990 : The Bradys (en) (série télévisée) : Kevin Brady
- 1991 : Papa bricole (Home Improvement) (série télévisée) : Randy Taylor (1991-1998)
- 1994 : The Itsy Bitsy Spider (série télévisée)
- 1994 : Le Roi lion (The Lion King) : Jeune Simba (voix)
- 1994 : The Big Help (TV) : Host
- 1995 : Le Maître des lieux: Ben Archer (Little Wing)
- 1995 : Tom et Huck : Tom Sawyer
- 1996 : Who Stole Santa? (vidéo) : Scarecrow Jr (voix)
- 1996 : The Oz Kids (série télévisée) : Scarecrow, Jr.
- 1996 : Christmas in Oz (vidéo) : Scarecrow Jr. (voix)
- 1996 : Pinocchio (The Adventures of Pinocchio) : Pinocchio (voix)
- 1996 : Toto Lost in New York (vidéo) : Scarecrow Jr. (voix)
- 1996 : The Nome Prince and the Magic Belt (vidéo) : Scarecrow Jr. (voix)
- 1997 : Wild America : Marshall Stouffer
- 1998 : I Woke Up Early the Day I Died : Boy at Beach
- 1998 : Sacré Père Noël : Jake Wilkinson
- 1998 : Hé Arnold ! (série télévisée) : Jeune Oskar (voix)
- 1999 : Speedway Junky (en) de Nickolas Perry (en) : Steve
- 1999 : Walking Across Egypt : Wesley Benfield
- 2000 : Common Ground (en) (TV) : Tobias
- 2000 : The Tangerine Bear : Tangie (voix)
- 2000 : Ally McBeal : (épisode 3x19: Cybersex ) Chris Emerson
- 2000 : Timothy Tweedle the First Christmas Elf (TV) : Timothy Tweedle
- 2000-2001 : La Famille Delajungle (série télévisée) : Tyler Tucker (2000)
- 2001 : An American Town (série télévisée) : Rafe
- 2002 : Smallville : (épisode 2x09: Dichotomie ; 3x09: Électrochocs) Ian Randall
- 2003 : Les Simpson : (épisode 14x18: Le tube qui tue) : Luke Stetson
- 2004 : Veronica Mars (TV) - Saison 1, épisode 18 : Ben
- 2005 : Thru the Moebius Strip : Prince Ragis (voix)
- 2005 : Tilt-A-Whirl : Customer #3

## Voix françaises

### En France
- Hervé Grull dans :
  - Smallville (série télévisée)
  - Veronica Mars (série télévisée)
- Jackie Berger dans Papa bricole
- Dimitri Rougeul dans Le Roi lion
- Donald Reignoux dans Pinocchio
- Charles Pestel dans Sacré père Noël

### Au Québec
- Martin Pensa (en) dans Les Nouvelles Aventures de Tom et Huck
- Joël Legendre dans Un noël à la course